# KIC 9832227
كي أي سي 9832227 (بالإنجليزية: KIC 9832227)‏هو نظام نجمي ثنائي في كوكبة الدجاجة، يقبع على بعد حوالي 1800 سنة ضوئية. تم تحديد فترة تواتر دوران النجمين حول بعضهما والمقدرة 11 ساعة. من المتوقع إندماجمها مع بعض ماينتج عنه سوبرنوفا محمرّة، والمرجح انفجاره سيكون مرئي للعين المجردة، حيث سيبلغ قدره البصري 2 (بزوغ نجم الجدي)، ليبقى لبضعة أسابيع مابين سبتمبر 2021 وسبتمبر 2022.
لوحظت فترات نمو مختلفة وتزداد قصرا منذ عام 2013. المتوقع أن تتفاعل الطبقات الخارجية للنجمين مع بعضها البعض بتسارع أكبر سيؤدي في الآخر إلى اندماج نوى النجمين. هذا سيحرر ويطلق كمية كبيرة جدا من الطاقة، وهي العملية التي لوحظت من قبل على النجم V1309 سيكو ، الذي إندمج في عام 2008 وأصبح عضوا من فئة أكبر الانفجارات النجمية تسمى المستعرات الحمراء . الرمزية لهذه الفئة من النجوم هو نجم (في 838 وحيد القرن) شوهدت في عام 2002 بتلسكوب الفضاء هابل وزود العلماء بصور مذهلة للضوء والصدى والغبار المحيط بالنجم. علماء الفلك يترددون في التأكيد أن هذه الإندمجات يمكن أن تفسر كل المستعرات الحمراء.

## الرصد والإعلان
وفقا لدراسة من فريق باحثين من كلية كالفن في غراند رابيدز، ميشيغان ، تم الإعلان عن الحدث وتاريخ الاندماج والانفجار الذي سيكون سنة 2022 على وجه التقدير. هذا يعتبر اكتشافا تاريخيا، لأنه سوف يسمح للفلكيين مشاهدة هذا النوع من الاندماج لأول مرة في التاريخ. وليس هذا فقط، بل يتوقعون أن الانفجار سيكون واضحا للعين المجردة للمشاهدين من الأرض.

## اقرأ أيضا
- تصادم النجوم